# Старк (Нью-Гемпшир)
Старк (англ. Stark) — місто (англ. town) в США, в окрузі Коос штату Нью-Гемпшир. Населення — 478 осіб (2020).

## Демографія
Згідно з переписом 2010 року, у місті мешкало 556 осіб у 233 домогосподарствах у складі 166 родин. Було 445 помешкань
Расовий склад населення:
| - 96,4 % — білих - 1,1 % — корінних американців - 0,2 % — азіатів |

До двох чи більше рас належало 1,8 %. Частка іспаномовних становила 1,1 % від усіх жителів.
За віковим діапазоном населення розподілялося таким чином: 18,0 % — особи молодші 18 років, 62,4 % — особи у віці 18—64 років, 19,6 % — особи у віці 65 років та старші. Медіана віку мешканця становила 48,2 року. На 100 осіб жіночої статі у місті припадало 117,2 чоловіків;  на 100 жінок у віці від 18 років та старших — 121,4 чоловіків також старших 18 років.
Середній дохід на одне домашнє господарство  становив 57 782 долари США (медіана — 44 286), а середній дохід на одну сім'ю — 68 666 доларів (медіана — 53 125). Медіана доходів становила 37 857 доларів для чоловіків та 26 625 доларів для жінок. За межею бідності перебувало 11,9 % осіб, у тому числі 0,0 % дітей у віці до 18 років та 15,3 % осіб у віці 65 років та старших.
Цивільне працевлаштоване населення становило 193 особи. Основні галузі зайнятості: освіта, охорона здоров'я та соціальна допомога — 28,5 %, роздрібна торгівля — 21,8 %, науковці, спеціалісти, менеджери — 14,0 %, виробництво — 9,3 %.